# Bonawentura Esteve Flores
Bonawentura Esteve Flores znany też jako Bonawentura z Puzol, (hiszp.) Buenaventura (Julio) Esteve Flores (ur. 9 października 1897 w Puzol na terenie wspólnoty walenckiej, zm. 26 września 1936 w Gilet) – hiszpański błogosławiony Kościoła katolickiego, męczennik, prezbiter, kapucyn, ofiara prześladowań antykatolickich okresu hiszpańskiej wojny domowej.

## Życiorys
Był jednym z dziewięciorga dzieci Vicente Esteve i Josefy Flors. Ochrzczony został w miejscowej parafii w dzień po urodzeniu otrzymując imię Julio. Pierwsze nauki pobierał w niższym seminarium, a do zakonu kapucynów wstąpił 15 września 1913 r. Śluby czasowe złożył 17 września 1914 r., a profesję wieczystą 18 września 1918 r. Studia i tytuł doktora uzyskał w Rzymie na Uniwersytecie Gregoriańskim. Sakrament święceń kapłańskich otrzymał tamże 26 marca 1921 r. z rąk arcybiskupa tytularnego Filippi Giuseppe Palica. W Hiszpanii skierowany został do pracy dydaktycznej w Orihuela jako wykładowca prawa kanonicznego i filozofii. Realizując swoje powołanie, w ocenie współwyznawców, swoim stylem życia wskazywał wyznawane ideały, będąc jednocześnie żywym i wymownym znakiem Boga poświęcającym się przepowiadaniu Ewangelii i określany był jako człowiek Boży. Był kaznodzieją, ojcem duchownym głoszącym roztropnie i z inteligencją Słowo Boże, będąc budującym przykładem pokory i dobroci dla wiernych.
Gdy po wybuchu wojny domowej rozpoczęły się prześladowania katolików i napaści na klasztory, przebywał w klasztorze w Masamagrell. Ukrył się w domu rodzinnym. 24 września aresztowany został przez milicję i razem z grupą współwięźniów, w której znaleźli się jego ojciec i jeden z braci rozstrzelany w dwa dni później w Gilet. Przed egzekucją udzielił absolucji około trzynastu współwięźniom i sam przygotował się do męczeńskiej śmierci. Pochowany został na miejscowym cmentarzu w zbiorowej mogile.
Miejscem kultu Bonawentury z Puzol jest archidiecezja walencka. Po ekshumacji dokonano translacji relikwii i spoczywają w kaplicy Męczenników kapucyńskich klasztoru św. Magdaleny w Massamagrell.
Proces informacyjny odbył się w Walencji w latach 1957–1959. Beatyfikowany w pierwszej grupy wyniesionych na ołtarze męczenników z zakonu kapucynów zamordowanych podczas prześladowań religijnych 1936–1939, razem z Józefem Aparicio Sanzem i 232 towarzyszami, pierwszymi wyniesionymi na ołtarze Kościoła katolickiego w trzecim tysiącleciu przez papieża Jana Pawła II w Watykanie 11 marca 2001 roku.
Wspomnienie liturgiczne obchodzone jest przez katolików w dzienną rocznicę śmierci (26 września), a także w grupie męczenników 22 września.